# Centavos de Timor-Leste
Os Centavos de Timor-Leste (Doit Timór-Leste nian, em tétum) foram introduzidas em Timor Leste em 2003, para serem usadas juntamente com as notas do Dólar estadunidense, que haviam sido introduzidas em 2000 para substituir a rupia indonésia após o início da administração da ONU, sendo que o valor de um centavo timorense é sempre igual a um centavo dos EUA.
São emitidas moedas nos valores de 1, 5, 10, 25, 50, 100 e 200 centavos e apresentam imagens de plantas e animais locais. Timor Leste ainda não emite as suas próprias notas sendo estas fabricadas na Imprensa Nacional-Casa da Moeda, em Portugal.
Diferentemente das moedas emitidas para o balboa panamenho ou o centavo equatoriano, as moedas timorenses não são idênticas em tamanho às suas equivalentes de centavos americanos.

## Moedas
| Imagem          | Valor        | Descrição                                                                       | Descrição                                                               | Descrição | Descrição | Descrição                              |
| Reverso/Anverso | Valor        | Reverso                                                                         | Anverso                                                                 | Diâmetro  | Peso      | Composição                             |
| --------------- | ------------ | ------------------------------------------------------------------------------- | ----------------------------------------------------------------------- | --------- | --------- | -------------------------------------- |
|                 | 1 centavo    | Nautilus pompilius, nome do país, ano de emissão.                               | Valor em número e escrito, representação de um kaibauk abaixo do valor. | 17mm      | 3,1g      | Aço revestido com Níquel.              |
|                 | 5 centavos   | Pé de Arroz, nome do país, ano de emissão.                                      | Valor em número e escrito, representação de um kaibauk abaixo do valor. | 18,75mm   | 4,1g      | Aço revestido com Níquel.              |
|                 | 10 centavos  | Galo, nome do país, ano de emissão.                                             | Valor em número e escrito, representação de um kaibauk abaixo do valor. | 20,75mm   | 2,5g      | Aço revestido com Níquel.              |
|                 | 25 centavos  | Barco pesqueiro, nome do país, ano de emissão.                                  | Valor em número e escrito, representação de um kaibauk abaixo do valor. | 21,25mm   | 5,85g     | Alpaca                                 |
|                 | 50 centavos  | Grãos de café, nome do país, ano de emissão.                                    | Valor em número e escrito, representação de um kaibauk abaixo do valor. | 25mm      | 6,5g      | Alpaca                                 |
|                 | 100 centavos | Boaventura de Manufahi, nome do país, ano de emissão.                           | Valor em número e escrito, representação de um kaibauk abaixo do valor. | 23,75mm   | 7,25g     | Anel de Alpaca e Cuproníquel ao centro |
|                 | 200 centavos | Búfalo em um arrozal e o Monte Matebian no fundo; nome do país, ano de emissão. | Valor em número e escrito, representação de um kaibauk abaixo do valor. | 25,5mm    | 8,46g     | Anel de Cuproníquel e Alpaca ao centro |